# 五十辺
五十辺（いがらべ）は、福島県福島市の中央東地域に属する通称地名である。複数の町、字を含む通称であり正式な地名ではないが、地区分類整理上の区分として福島市が各種統計などに用いている。

## 地理
福島市中心市街地北東部の旧五十辺村域のうち、概ね国道115号以北を指す。北で松川を挟み本内（字南下釜のみ松川以南にあり、直接境界を接する）と、東で阿武隈川を挟み岡部と、南で東から堀河町、八島町、入江町と、西で南から信夫山地区（小金山、所窪）、御山、丸子と隣接する。そのほとんどが1940年代に当時の福島市内で行われた大字廃止に伴う地番呼称変更が実施されなかった地域であり、中央部の国道4号沿線一帯である松山町を除き旧来の字名が用いられている。また、西側の信夫山地区の各字やもともと吉井田、杉妻地域であった南町とともに中央地域では住居表示が行われていない地域でもある。北側の松川沿いには福島市信夫ヶ丘運動公園があり、野球場、スタジアム、河川敷内のグラウンドが整備されている。域内は住宅地が広がるほか、国道4号、国道115号沿いにはロードサイドショップが出店している。

### 河川
- 阿武隈川
  - 松川
    - 祓川

### 山
- 信夫山

## 地区内の町・字
北西から南東にかけて記す。

### 北原（きたはら）
郵便番号は960-8231。人口は194世帯464人。地区北西端に当たり、信夫山北麓、松川沿いに位置する。域内は信夫山と松川との間に住宅地が広がり、西側には御山ニュータウンが造成されている。
〈主な施設〉
- 北原公園

### 山居（さんきょ）
郵便番号は960-8234。人口は142世帯274人。北原の東に位置し、同様に信夫山の北麓、松川との間に住宅地が広がる。東端を祓川の末端部（下水道の扱いであり河川法の管轄にない）が流れ、松川に注ぐ。
〈主な施設〉
- 福島市立ふくしま支援学校（福島養護学校）

### 立石（たていし）
郵便番号は960-8232。人口は5世帯9人。北原の南、信夫山の北側斜面に位置する。横断する市道に沿い数件の民家が建っている。

### 猫渕（ねこぶち）
郵便番号は960-8233。人口は非公表。北原の南、立石の東で信夫山の北側斜面に位置する。現在1軒の民家が建ち、周辺を林野が囲む。

### 大森（おおもり）
郵便番号は960-8237。人口は非公表。北原、立石、猫渕の南、信夫山の北東側山腹を範囲とする。信夫山公園およそ北半分が域内に含まれるほか、信夫山の山林が広がる。同じ福島市内の信夫地区に所在する大森と区別するために、日本郵便では「大森（2-2）」として扱われる。
〈主な施設〉
- 信夫山公園
  - 天狗の森
- 福島市水道局山神配水池

### 滝元（たきもと）
郵便番号は960-8235。人口は非公表。山居の南、大森の東で信夫山の東北東側斜面に位置する。瀧洞神社とその参道、および麓の参道入口周辺の家屋以外は山林が占める。
〈主な施設〉
- 瀧洞神社

### 坂登（さかのぼり）
郵便番号は960-8242。人口は13世帯24人。滝元の南、大森の東で信夫山の東側斜面に位置する。麓の祓川沿いとその一段上側の斜面上の市道沿いに家屋が点在し、南側に墓地が広がるほかは山林が占める。
〈主な施設〉
- 福島市営岩谷墓地

### 山際（やまぎわ）
郵便番号は960-8236。人口は5世帯10人。坂登と東側の松山町に挟まれた幅民家1軒分ほどの非常に狭い範囲であり、祓川沿いに民家が立ち並ぶ。

### 岩ノ前（いわのまえ）
郵便番号は960-8241。人口は非公表。山際と同様、坂登と東側の松山町に挟まれた非常に狭い範囲であり、祓川沿いに家屋が数件建つのみである。

### 岩谷（いわや）
郵便番号は960-8243。人口は4世帯6人。地区南西端であり、信夫山南東側斜面に位置する。観音寺を始めた仏閣と、山中の信夫山公園の敷地が大半を占める。
〈主な施設〉
- 真言宗鷲尾山観音寺
  - 岩谷観音（観音寺別当）
  - 成田山不動明王
- 信夫山公園（南東端部）

### 石田（いしだ）
郵便番号は960-8244。人口は非公表。岩谷の観音寺と別当の岩谷観音に挟まれた建屋1件と麓の市道とをつなぐ土地のみの非常に狭い範囲である。

### 松山町
松山町 (福島市)を参照。

### 本内字南下釜（もとうち あざ みなみしもがま）
郵便番号は960-8203。人口は28世帯67人。松山町の東の松川沿いに位置する。北隣の北信地区に属する本内の中で唯一松川の南に位置し、福島市の統計や小中学校の通学区域では五十辺地区として扱われている。また、郵便番号も本内のほかの地区と異なる独自のものが用いられている（本内の他の区域の郵便番号は960-0103）。区域を横断する市道に沿い住宅が建ち並ぶ。

### 茶屋下（ちゃやした）
郵便番号は960-8211。人口は19世帯52人。松山町の東、本内字南下釜の南に位置する。一部農地があるほかは全て住宅が占めている。

### 道前（みちまえ）
郵便番号は960-8212。人口は73世帯182人。松山町の東、茶屋下の南に位置する。域内ほぼすべて全てを住宅が占めている。

### 北ノ前（きたのまえ）
郵便番号は960-8226。人口は24世帯46人。松山町の東、道前の南に位置する。幅50mほどの細長い区域に住宅が建ち並ぶ。

### 田中島（たなかじま）
郵便番号は960-8227。人口は8世帯14人。地区南端の国道115号に面し、松山町の東、北ノ前の南に位置する。国道沿いにガソリンスタンドがある他は住宅地が占める。
〈主な施設〉
- 出光文知摺SS

### 舘ノ内（たてのうち）
郵便番号は960-8225。人口は53世帯130人。北ノ前の東、道前の南に位置する。西端に農地が残るほかは住宅が建ち並ぶ。

### 舘ノ前（たてのまえ）
郵便番号は960-8224。人口は53世帯130人。地区南端の国道115号に面し、田中島の東、舘ノ内の南に位置する。国道沿いに店舗が所在するほかは住宅が建ち並ぶ。

### 遠瀬戸（とおせと）
郵便番号は960-8213。人口は68世帯197人。道前の東、本内字南下釜の南に位置する。宅地造成が盛んに行われ、茶屋下、道前などと共に宅地が大半を占める。

### 矢倉下（やぐらした）
郵便番号は960-8223。人口は53世帯140人。地区南端の国道115号に面し、舘ノ内、舘ノ前の東、遠瀬戸の南に位置する。南端の国道115号沿いにスーパーマーケットや事務所ビルがあるほかは住宅地が占める。
〈主な施設〉
- いちい信夫ヶ丘店

### 蝦貫（えぞぬき）
郵便番号は960-8222。人口は0人。地区南端の国道115号に面し、矢倉下の南東角に位置する。矢倉下に所在するいちい信夫ヶ丘店の敷地内店舗と駐車場の一角のみを区域とするため居住人口はいない。

### 古川（ふるかわ）
郵便番号は960-8214。人口は6世帯20人。本内字南下釜の東、地区の北東端に位置する。松川と阿武隈川に囲まれた地形であり、区域の大半が運動公園とその付帯施設、学校で占められる。
〈主な施設〉
- 福島市立福島第三中学校
- 福島市信夫ヶ丘運動公園
  - 福島市信夫ヶ丘球場
  - 福島市信夫ヶ丘競技場
- NHK福島放送局福島ラジオ送信所

### 中荒子（なかあらこ）
郵便番号は960-8216。人口は67世帯168人。遠瀬戸の東、古川の南に位置する。中央にNTT東日本の施設が立地し、その周辺を宅地が取り囲む。
〈主な施設〉
- NTT東日本福島LMC（ラインマンセンター）

### 下荒子（しもあらこ）
郵便番号は960-8215。人口は15世帯24人。中荒子の東、古川の南に位置する。敷地内のほとんどをラジオ福島の施設が占め、残りの阿武隈川沿いの土地に住宅が建ち並ぶ。
〈主な施設〉
- ラジオ福島（本社・福島ラジオ送信所・スタジオ・編成局）

### 上荒子（かみあらこ）
郵便番号は960-8217。人口は67世帯168人。中荒子の東、下荒子の南に位置する。区域のほとんどを公営の集合住宅とその駐車場が占めている。
〈主な施設〉
- 東北財務局上荒子住宅（1号棟～3号棟）

### 北中川原（きたなかかわはら）
郵便番号は960-8221。人口は69世帯157人。地区南端の国道115号に面し、矢倉下、蝦貫の東、中荒子の南に位置する。国道と東端の市道沿いに店舗があるほかは住宅地が占める。

### 高野河原下（こうやかわはらした）
郵便番号は960-8218。人口は132世帯279人。地区南端の国道115号に面し、北中川原の東、上荒子の南に位置する。区域の大半をブックオフ、カワチ薬品の店舗が占め、残りは集合住宅となっている。
〈主な施設〉
- ブックオフ信夫ヶ丘店
- カワチ薬品福島東店

## 交通

### 鉄道
- 域内に鉄道施設は存在しない。

### 道路
- 国道4号
  - 松川橋
- 国道115号
  - 文知摺橋
- 福島市道28号太平寺山口線（当区域に沿線に面する家屋はあるが、道路自体は隣接する入江町内である。）

### バス
福島交通路線バス
堀河町バス停
1番ポールが当区域に立地する。